# Ujčov
Ujčov (německy Ujtschow) je obec v okrese Žďár nad Sázavou v kraji Vysočina. Žije zde 473 obyvatel.

## Historie
První písemná zmínka o obci pochází z roku 1392.

## Pamětihodnosti
- Kostel svatého Václava – v Dolním Čepí
- Pomník druhé světové války – v Horním Čepí
- Nalévárna U Antona – v Dolním Čepí

| Rok            | 1869 | 1880 | 1890 | 1900 | 1910 | 1921 | 1930 | 1950 | 1961 | 1970 | 1980 | 1991 | 2001 | 2006 | 2014 |
| Počet obyvatel | 722  | 727  | 785  | 690  | 768  | 772  | 752  | 629  | 658  | 584  | 523  | 511  | 488  | 498  | 491  |

## Části obce
- Ujčov
- Dolní Čepí
- Horní Čepí
- Kovářová
- Lískovec

## Galerie

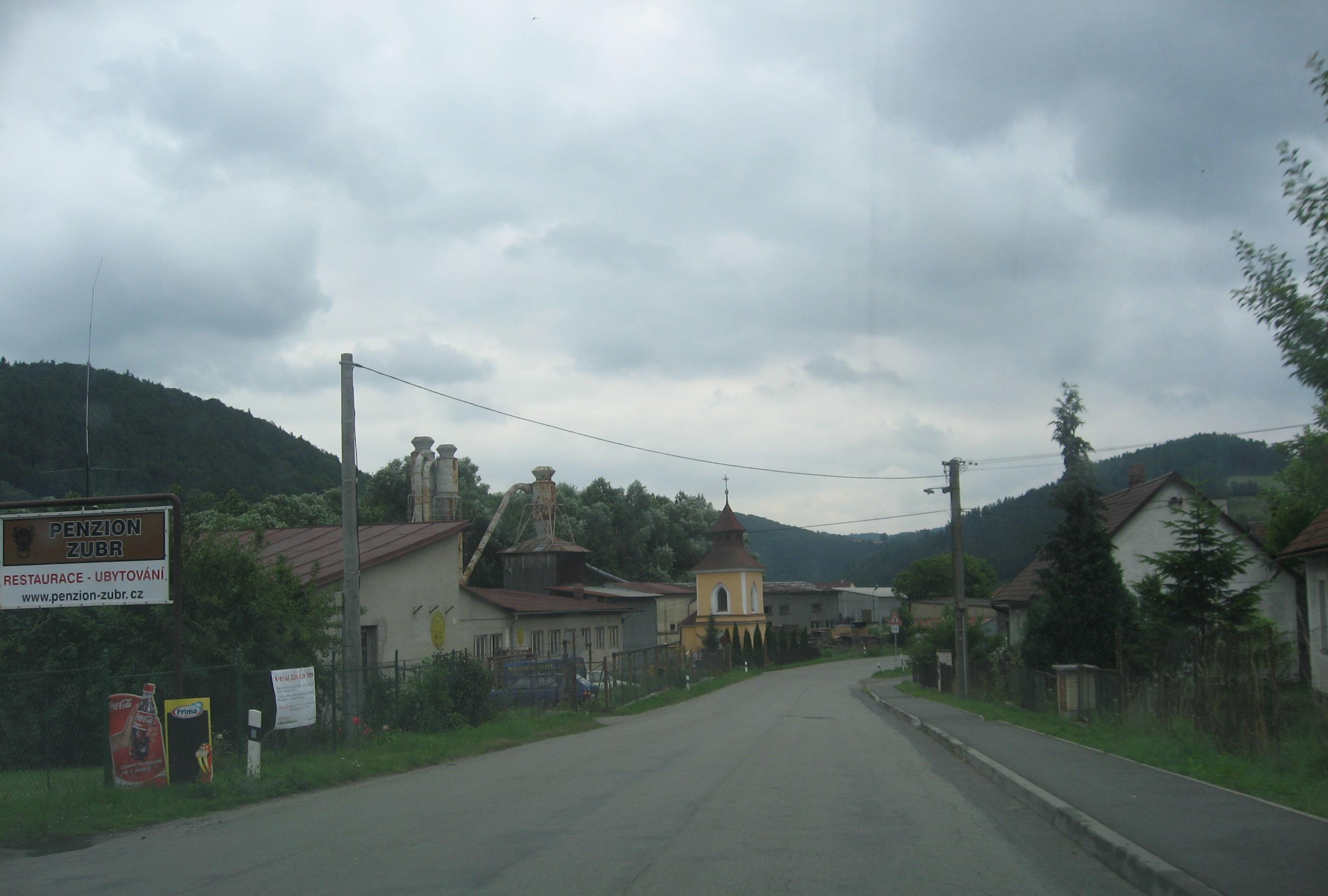
Pohled do obce
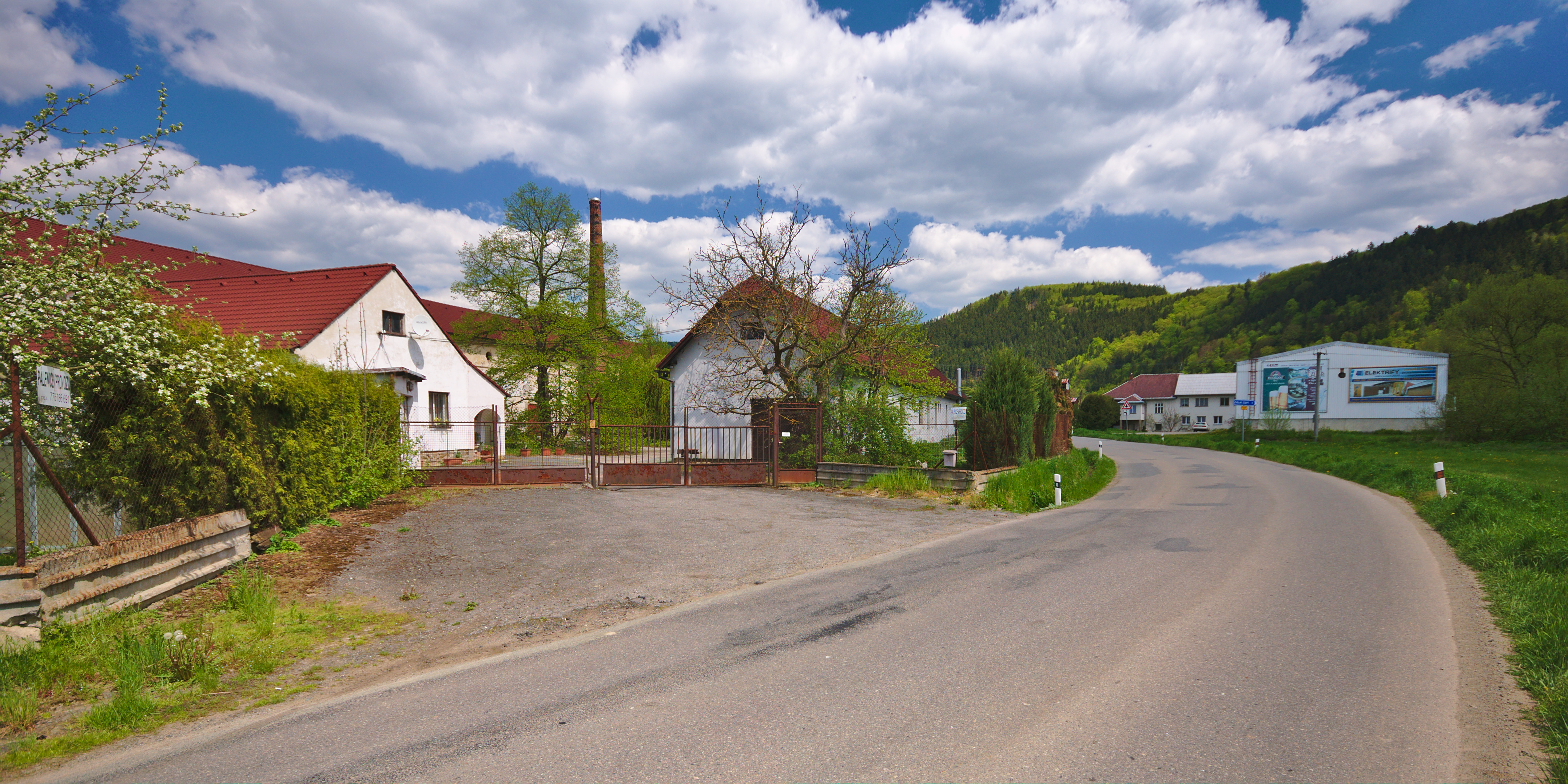
Pálenice Bořinov
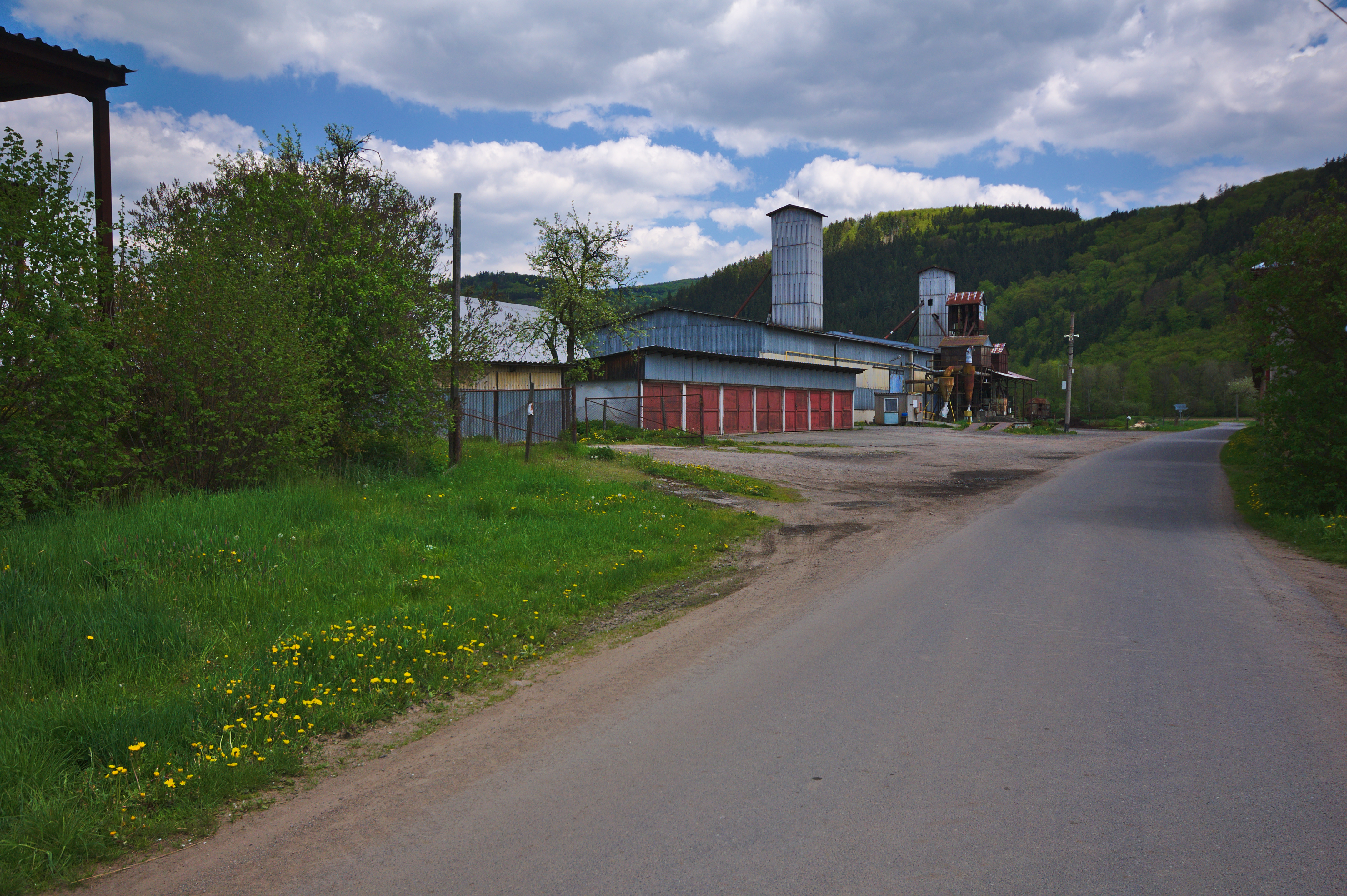
Zemědělské družstvo
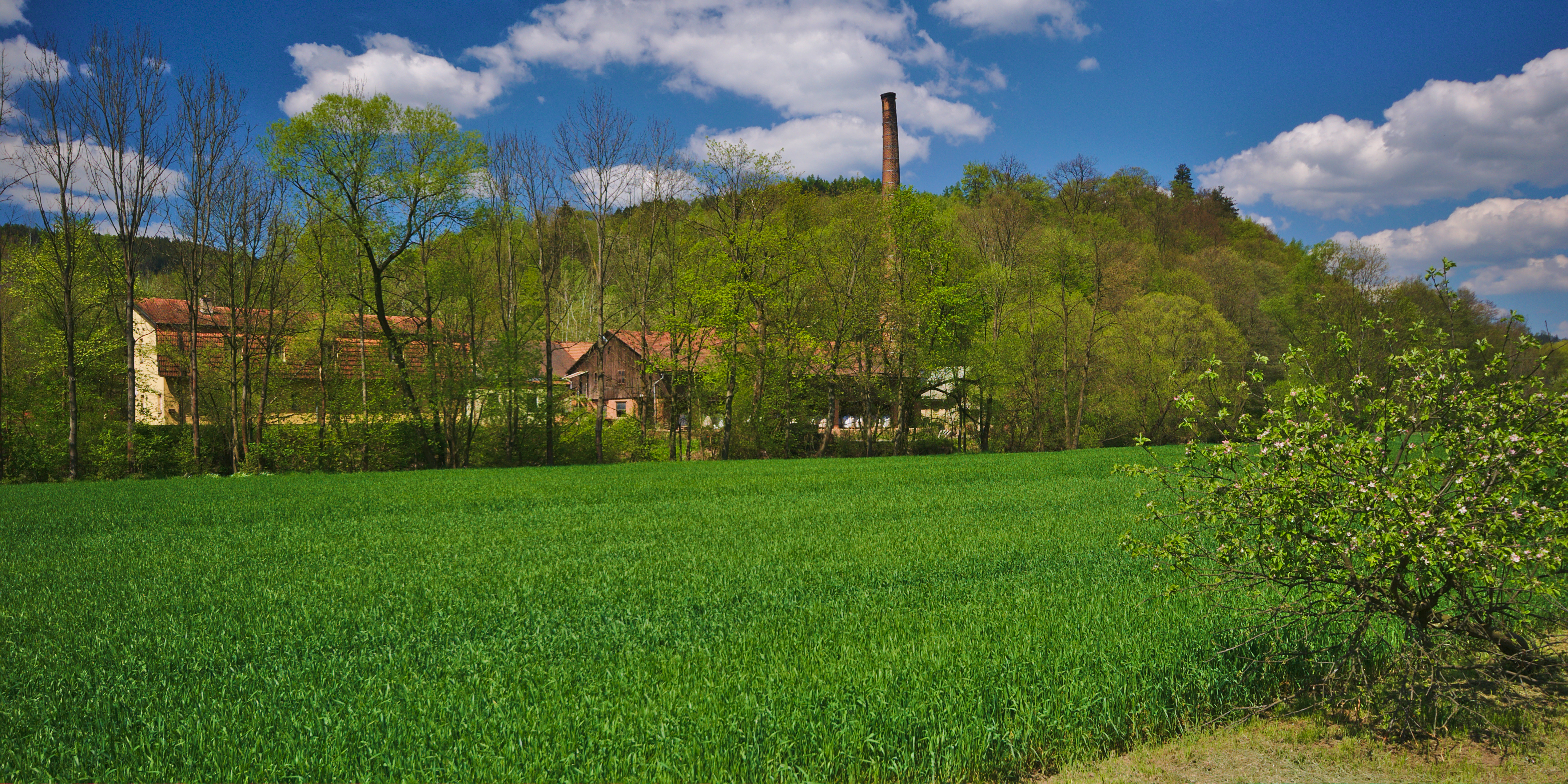
Závod na zpracování hlíny
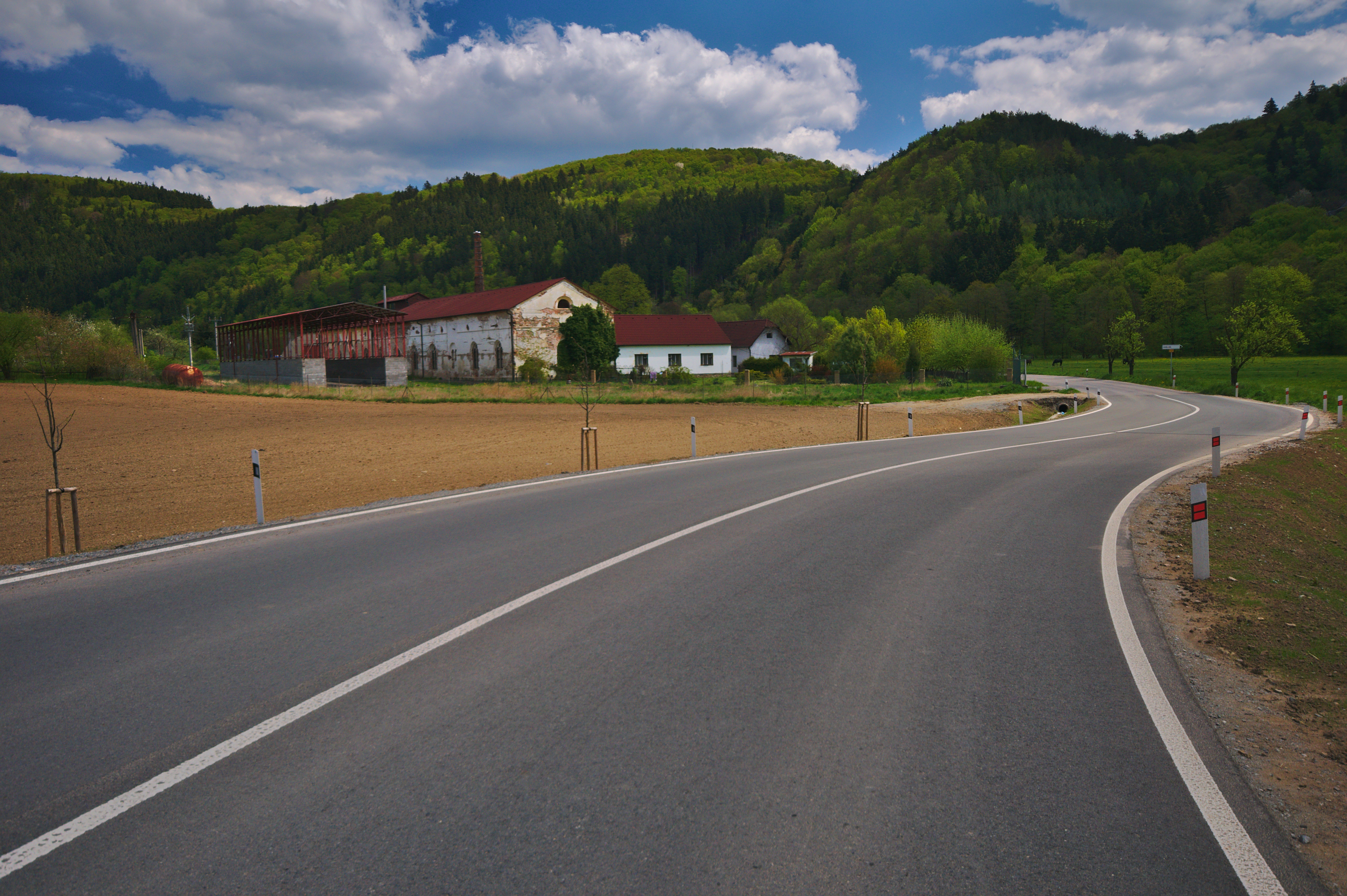
Pohled na osadu Bořinov od západu